# التتبع لصفة التمتع
التتبع لصفة التمتع: كتاب صغير يشرح صفة التمتع بالحج مؤلفه الحافظ ابن حجر العسقلاني (773 هـ - 852 هـ) وهذا الكتاب أخذ اهميته لكونه يبسط مناسك العمرة والحج وهو مرجع مهم لمن يريد تصحيح عبادته، ومما يزيد من أهمية هذه الرسالة أنها بخط السخاوي تلميذ الحافظ ابن حجر.

## نبذه عن المؤلف
شهاب الدين أبو الفضل أحمد بن علي بن محمد بن محمد بن علي بن محمود بن أحمد بن أحمد الكناني العسقلاني ثم المصري الشافعي (شعبان 773 هـ/1371م - ذو الحجة 852 هـ/1449م)، مُحدِّث وعالم مسلم، شافعي المذهب، لُقب بعدة ألقاب منها شيخ الإسلام وأمير المؤمنين في الحديث.
له مجموعة من المؤلفات أبرزها:
- فتح الباري بشرح صحيح البخاري.
- الإصابة في تمييز الصحابة.

## وصف الكتاب
يصفه المحقق بأنه رسالة لطيفة كبيرة الفائدة رغم صغر حجمها وذلك لانها الدليل والمرشد للمسلم الحاج في تمتعه بالعمرة إلى الحج وانه تم تحقيقه بصورة تخدم عوام المسلمين. يحوي الكتاب على تحقيق نسخة لرسالة التتبع لصفة التمتع والتي تقع في ست ورقات وايضاً نسخة أخرى من نفس الرسالة بعنوان «الممتع للمتمتع» ألحقت في نهاية الكتاب وكلا الرسالتين بخط السخاوي.

## طالع أيضًا
- أربعون حديثا عن أربعين شيخا من عوالي المجيزين
- التلخيص الحبير في تخريج أحاديث الرافعي الكبير
- أحوال الميت من حين الاحتضار إلى الحشر
- الخصال المكفرة للذنوب